# Villa Rivero
Villa Rivero es una localidad y municipio de Bolivia, ubicado en la provincia de Punata del departamento de Cochabamba. El municipio tiene una superficie de 53,38 km² y cuenta con una población de 8.135 habitantes (según el Censo INE 2012). La localidad está distante a 44 km al sureste de la ciudad de Cochabamba, la capital departamental.

## Historia
El cuarto asentamiento del pueblo se produjo por el rápido crecimiento de la población que buscaba terrenos con abundante agua para los cultivos de maíz y trigo, además de la instalación de molinos para convertir los cereales en harina, llamando a esta población con el nombre de Muela hasta la época republicana. Finalmente, fue creada como segunda sección municipal mediante Ley del 12 de octubre de 1915 durante la presidencia de Ismael Montes, nombrándola Rivero en honor al patriota Francisco del Rivero, prócer de la independencia boliviana.

## Geografía
En Villa Rivero se pueden distinguir dos pisos altitudinales y ecológicos, el del Valle Alto, y la Puna, caracterizado por las serranías del lado este. Su topografía es casi llana, con leves ondulaciones en el valle y relieve accidentado en las partes altas.
Posee un clima templado con una temperatura promedio de 18 °C, y una precipitación de 360 mm.
Se ubica en la parte sur de la provincia Punata al centro del departamento de Cochabamba. Limita al norte con el municipio de Punata, al noreste con la provincia de Arani, al este con el municipio de Tacachi, al sur con el municipio de Cuchumuela, al suroeste con la provincia de Esteban Arze y al oeste con la provincia de Germán Jordán.

## Demografía
De acuerdo con el censo boliviano de 2024, la población del municipio de Villa Rivero es de 8 551 habitantes.
La población del municipio aumentó aproximadamente dos tercios entre 1992 y 2024:
| Año  | Habitantes (municipio) | Fuente |
| ---- | ---------------------- | ------ |
| 1992 | 5 949                  | Censo  |
| 2001 | 5 857                  | Censo  |
| 2012 | 8 135                  | Censo  |
| 2024 | 8 551                  | Censo  |

## Economía
La población de Villa Rivero se dedica principalmente a la agricultura y ganadería, siendo los principales cultivos el maíz, trigo, papa, trigo y arveja. El maíz y la papa están orientados principalmente a la venta.

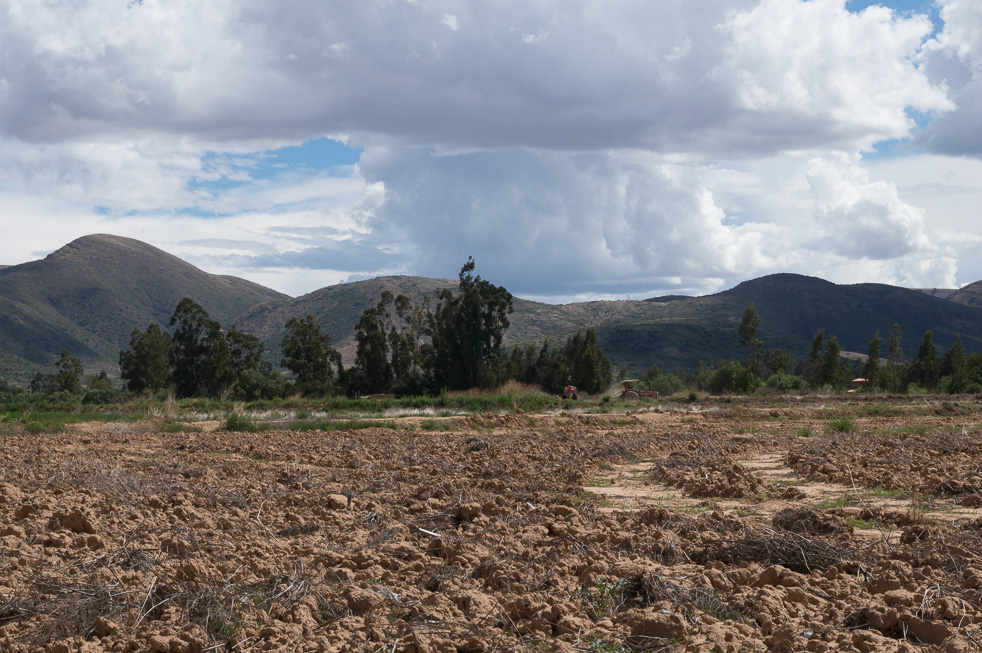
Cultivos locales.

En lo pecuario cuenta con ganado vacuno, ovino, aves de corral y porcino. Su feria agropecuaria y comercial se realiza los días viernes.

## Fiestas
En época de carnavales, generalmente en el mes de marzo, se celebra en Villa Rivero el Carnaval Mueleño. En septiembre se celebra a la patrona del pueblo, la Virgen de Surumi.

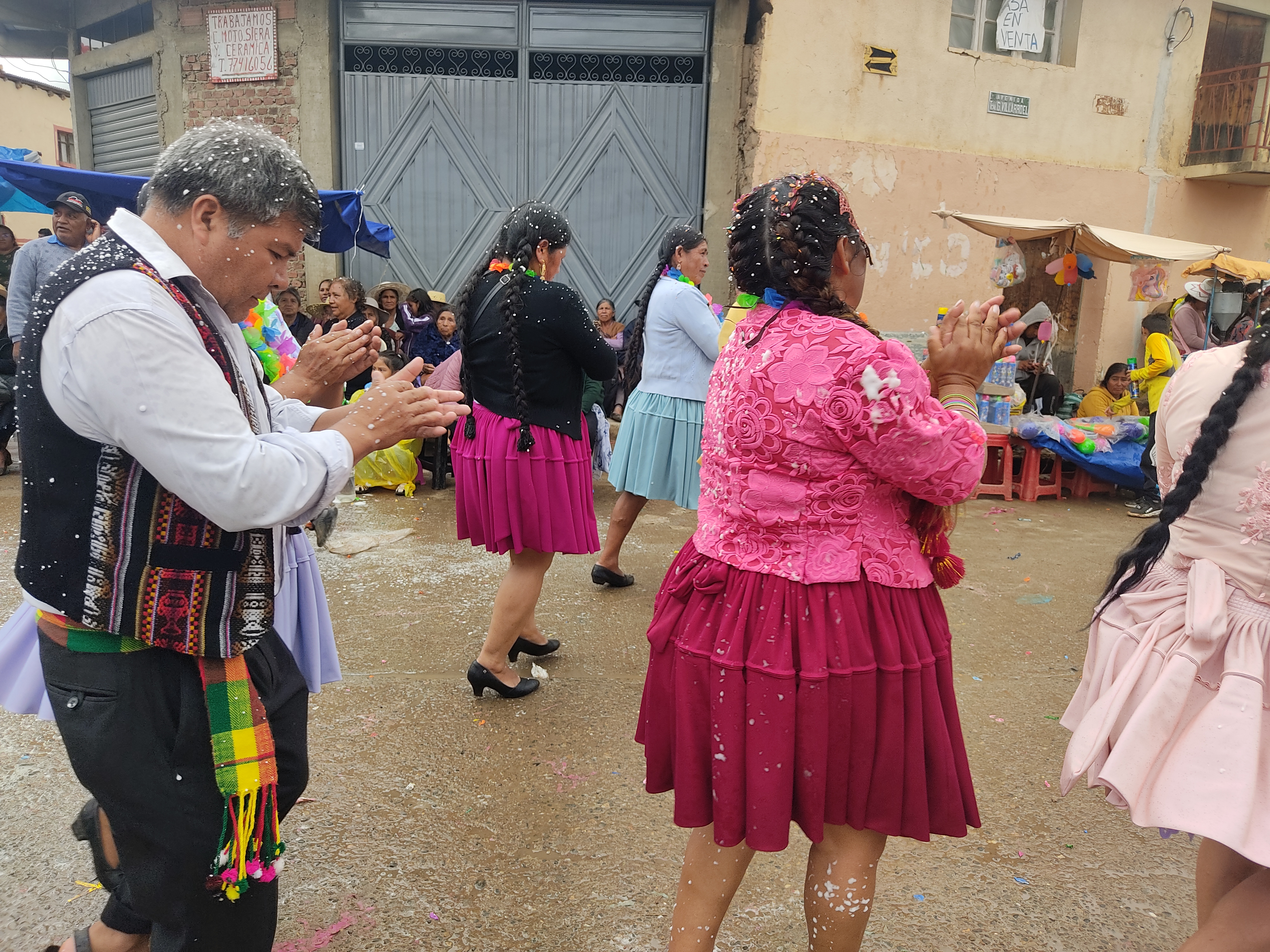
Comparsa de carnaval en 2024.

## Personas notables
- Jesús Lara, escritor, periodista y político boliviano.
- Gualberto Villarroel, militar y expresidente de Bolivia.